# پرت اند ویتنی آر-۲۱۸۰-ئی تووین واسپ ئی
پرت اند ویتنی آر-۲۱۸۰-ئی تووین واسپ ئی (به انگلیسی: Pratt & Whitney R-2180-E Twin Wasp E) یک موتور هواگرد ساختِ کارخانهٔ پرت اند ویتنی در کشور ایالات متحده آمریکا است.